# Andoni López
Andoni López Saratxo (Baracaldo, Vizcaya, 5 de abril de 1996) es un futbolista español que juega como defensa en la S. D. Ponferradina de la Primera Federación.

## Trayectoria
Andoni se formó en la cantera del Athletic Club desde el año 2006. En 2010 pasó al Danok Bat, donde permaneció sus dos temporadas de edad cadete. En 2012 llegó al juvenil del Athletic Club. En 2014 se incorporó al segundo filial rojiblanco, el C. D. Basconia, donde estuvo dos temporadas. En 2016, con 20 años, pasó a ser jugador del Bilbao Athletic.
El 4 de febrero de 2018 hizo su debut en el primer equipo del Athletic en el partido de Liga que le enfrentaría al Girona F. C. Andoni actuó como carrilero zurdo y cometió un discutible penalti. A pesar de su debut, no volvió a participar en ningún encuentro más con el primer equipo y continuó en el filial el resto de la temporada, con el que disputó la fase de ascenso a Segunda División. En agosto de 2018 renovó su contrato con el club hasta 2021.
El 18 de agosto de 2018 fue cedido a la U. D. Almería, entonces equipo de la Segunda División, por una temporada. Fue titular en el primer tramo de la temporada, logrando el gol del triunfo ante el Sporting de Gijón en la jornada 12. En diciembre sufrió una lesión muscular, que le apartó del equipo unas seis semanas. A su regreso, el técnico decidió mantener a Iván Martos en el once titular. El 7 de agosto de 2019 fue cedido por segunda temporada consecutiva, en esta ocasión, al Elche Club de Fútbol. Andoni disputó 19 partidos en el año en el que el conjunto ilicitano logró el ascenso a Primera División.
El 1 de septiembre de 2020 se incorporó a la U. D. Logroñés, recién ascendida a la Segunda División, firmando un contrato de dos temporadas. Con el conjunto riojano descendió a Primera División RFEF en su primera temporada. Continuó media campaña en el cuadro logroñés, donde jugó dieciocho partidos. El 28 de enero de 2022 firmó por la S. D. Amorebieta que peleaba por la permanencia en la Segunda División.
El 1 de septiembre de ese mismo año se anunció su fichaje por el C. D. Tenerife hasta junio de 2023. Dejó el club en el mes de enero y completó la temporada en el C. D. Lugo. La siguiente se marchó a la S. D. Ponferradina, siendo este el tercer equipo en el que iba a ser dirigido por Íñigo Vélez.

## Clubes
| Club                   | País   | Año       | Partidos (goles) |
| ---------------------- | ------ | --------- | ---------------- |
| C. D. Basconia         | España | 2014-2016 | 51 (4)           |
| Bilbao Athletic        | España | 2016-2018 | 72 (0)           |
| Athletic Club          | España | 2018-2020 | 1 (0)            |
| U. D. Almería (cedido) | España | 2018-2019 | 18 (1)           |
| Elche C. F. (cedido)   | España | 2019-2020 | 21 (0)           |
| U. D. Logroñés         | España | 2020-2022 | 33 (0)           |
| S. D. Amorebieta       | España | 2022      | 13 (0)           |
| C. D. Tenerife         | España | 2022-2023 | 4 (0)            |
| C. D. Lugo             | España | 2023      | 16 (0)           |
| S. D. Ponferradina     | España | 2023-     |                  |